# Biogena sediment
Biogena sediment är sediment som huvudsakligen består av organiskt material.
De i djuphavet bildade biogena sedimenten kan delas in i två huvudgrupper; kalksediment och kiselsediment.
Kalksedimentation regleras delvis av det faktum att kalk är relativt lättlösligt i vatten. Lösligheten ökar med höre tryck och lägre temperatur. Som följd av detta finns det en gräns, lysoklinen, under vilken kalksedimentationen avtar kraftigt som följd av att kalket löses i vattnet. Lysoklinens djup varierar som följd av temperaturskillnader mellan 500 m och 4,5 km under havsytan. Går vi ännu djupare når vi "kalkens kompensationsdjup" (CCD: Carbonate Compensation Depth), under vilken upplösningen=tillförseln varför inga sediment kan bildas.